# Phrataria valbum
Phrataria valbum là một loài bướm đêm trong họ Geometridae.